# Emmendingen (huyện)
Emmendingen là một huyện (Landkreis) ở phía tây của Baden-Württemberg, Đức. Huyện có diện tích 679,81 km², dân số thời điểm 31 tháng 12 năm 2020 là 166.862 người. Các huyện giáp ranh (từ phía bắc theo chiều kim đồng hồ): Ortenaukreis, Schwarzwald-Baar, Breisgau-Hochschwarzwald và thành phố không thuộc huyện Freiburg. Về phía tây giáp tỉnh Bas-Rhin.

## Lịch sử
Huyện này có lịch sử từ Bezirksamt Emmendingen, một đơn vị được lập năm 1803 khi khu vực này trở thành lãnh thổ của Baden. Sau nhiều đợt bổ sung lãnh thổ, đơn vị này đã được chuyển thành huyện Emmendingen vào năm 1936, lúc đó đơn vị này được sáp nhập với Amt Waldkirch. Trong cuộc cải cách năm 1973, huyện này được quy hoạch sáp nhập với huyện Lahr, nhưng Lahr lại bị sáp nhập vào huyện Ortenau.

## Địa lý
Phần phía tây của huyện tọa lạc ở thượng lưu thung lũng Rhine, bao gồm cả núi lửa nhỏ không hoạt động Kaiserstuhl. Sườn núi này là nơi trồng nho. Phần phía đông huyện thuộc Rừng Đen.

## Huy hiệu
| Coat of arms | Phía trái là huy hiệu của Baden. Ngọn núi 6 đỉnh là biểu tượng của các lãnh chúa Schwarzenberg, cánh phía dưới bên phải là biểu tượng của các lãnh chúa Üsenberg, những người đã từng sở hữu đất đai xung quanh Endingen, Herbolzheim và Kenzingen. |

## Xã và thị trấn
| Thị trấn                                                                                     | Xã |
| -------------------------------------------------------------------------------------------- | --- |
| 1. Elzach 2. Emmendingen 3. Endingen am Kaiserstuhl 4. Herbolzheim 5. Kenzingen 6. Waldkirch | 1. Bahlingen am Kaiserstuhl 2. Biederbach 3. Denzlingen 4. Forchheim am Kaiserstuhl 5. Freiamt 6. Gutach im Breisgau 7. Malterdingen 8. Reute 9. Rheinhausen, Emmendingen 10. Riegel am Kaiserstuhl 11. Sasbach am Kaiserstuhl 12. Sexau 13. Simonswald 14. Teningen 15. Vörstetten 16. Weisweil 17. Winden im Elztal 18. Wyhl am Kaiserstuhl |